# Leesburg (Alabama)
Leesburg – miasto w Stanach Zjednoczonych, w stanie Alabama, w hrabstwie Cherokee. W roku 2023 miasto zamieszkiwało 985 osób, a gęstość zaludnienia wynosiła 59,1 osoby/km².